# 红球姜
紅球薑（学名：Zingiber zerumbet）为姜科姜属下多年生草本植物，外形酷似食用薑。根莖塊狀，株高可達2公尺。原生於亞洲熱帶及大洋洲。台灣於 1920 年間引入。紅球薑花序為球果狀，頂生於自地下抽出的花莖，苞片呈覆瓦狀，排列緊密，初時為淡淡的粉綠色，後轉變為豔麗耀眼的紅色，極具觀賞價值。紅球薑除作園藝栽培與切花材料，亦具多重藥用價值。

## 圖片

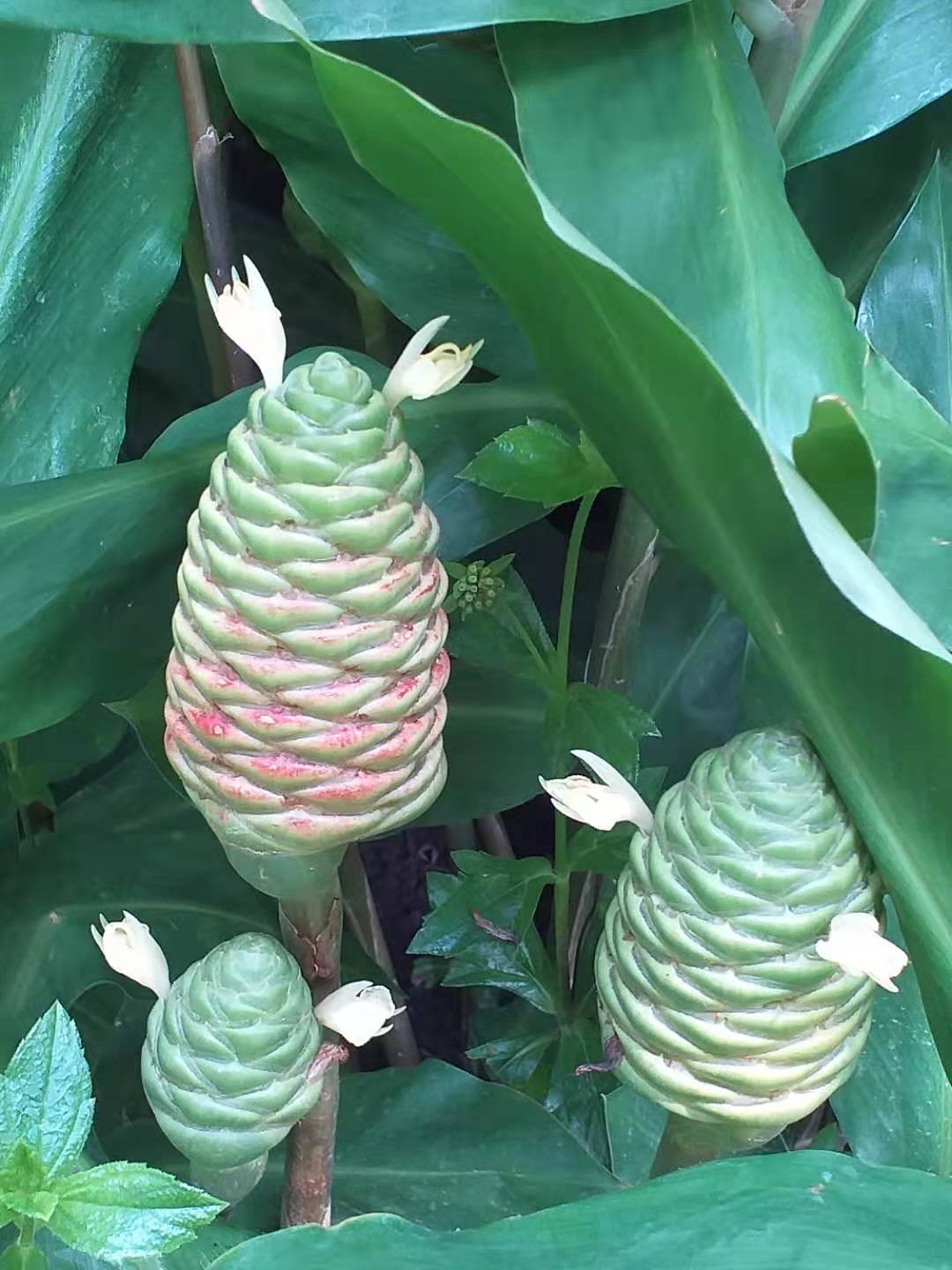
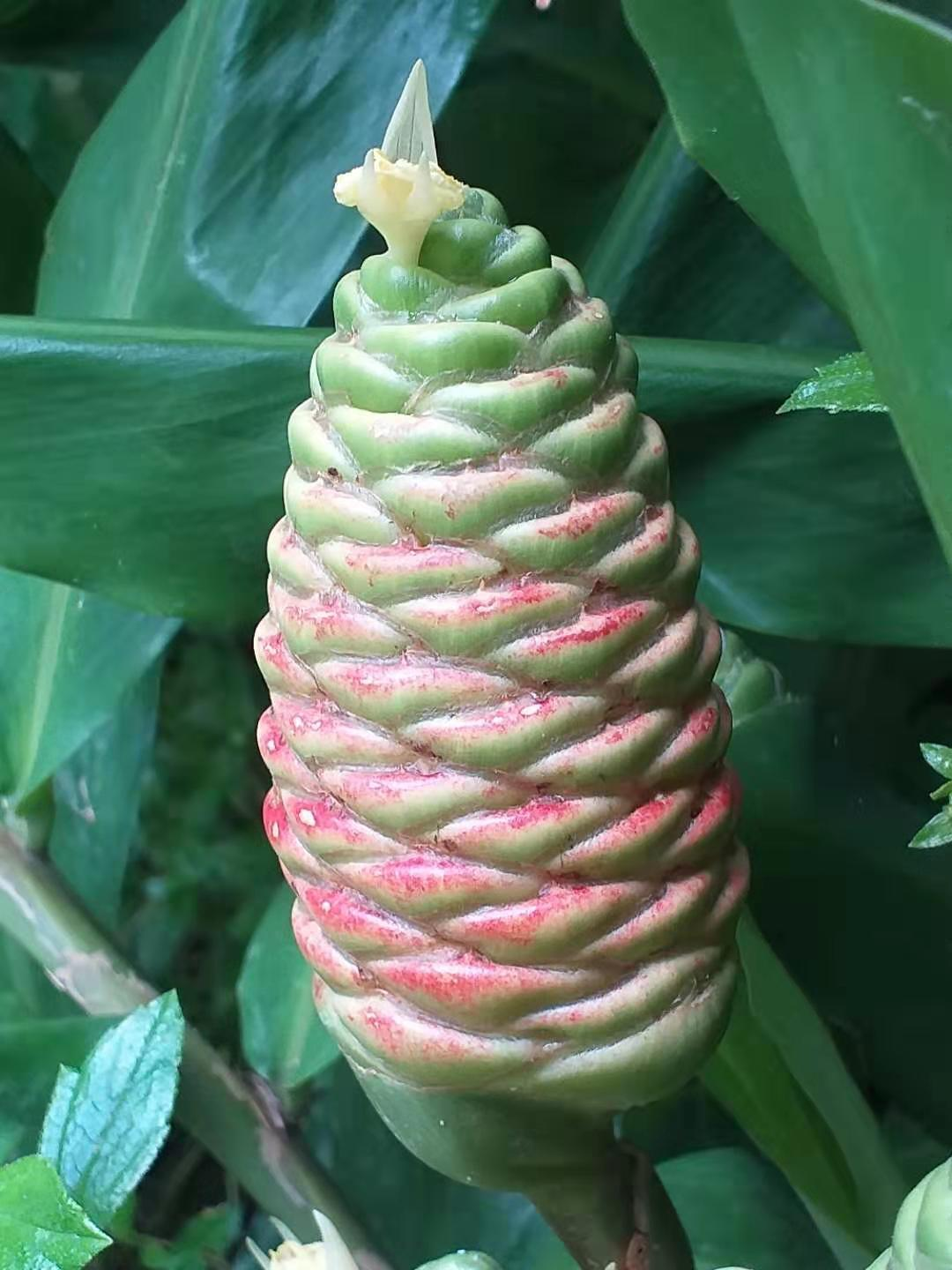
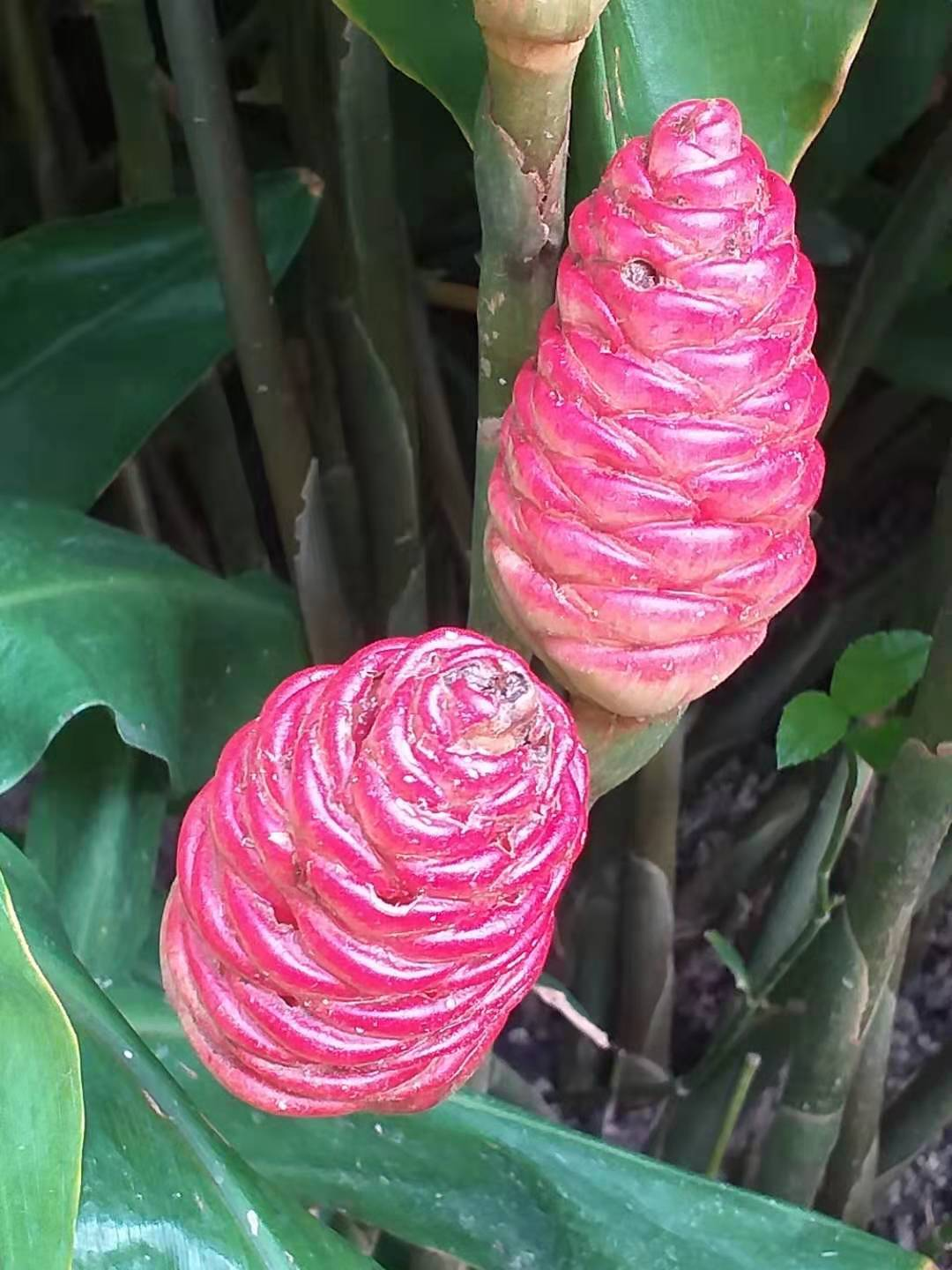
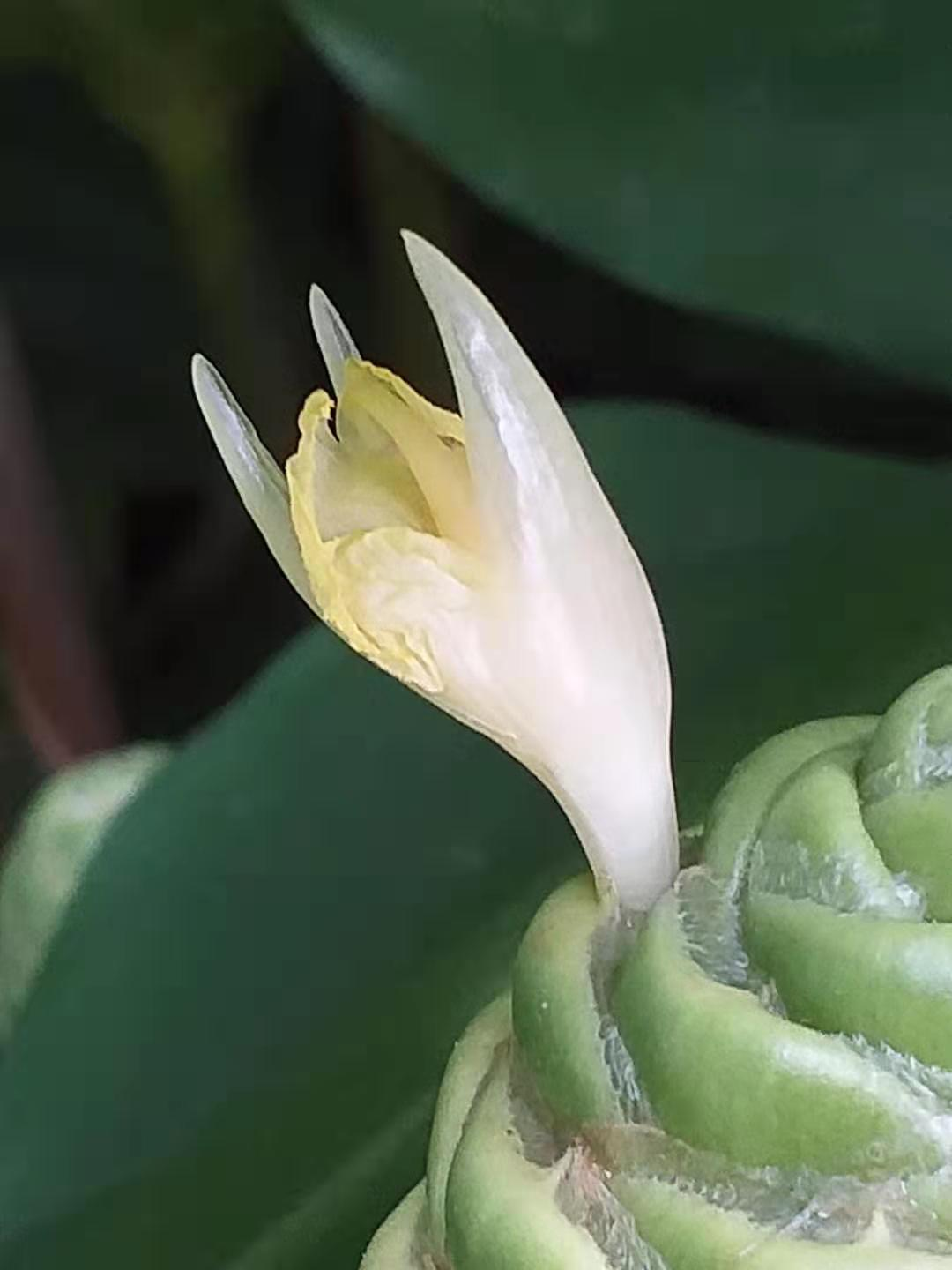

## 引文出處
1. ↑  . （原始内容存档于2021-02-26）.